# Tipula (Lunatipula) rotundiloba
Tipula (Lunatipula) rotundiloba is een tweevleugelige uit de familie langpootmuggen (Tipulidae). De soort komt voor in het Nearctisch gebied.